# Système suisse

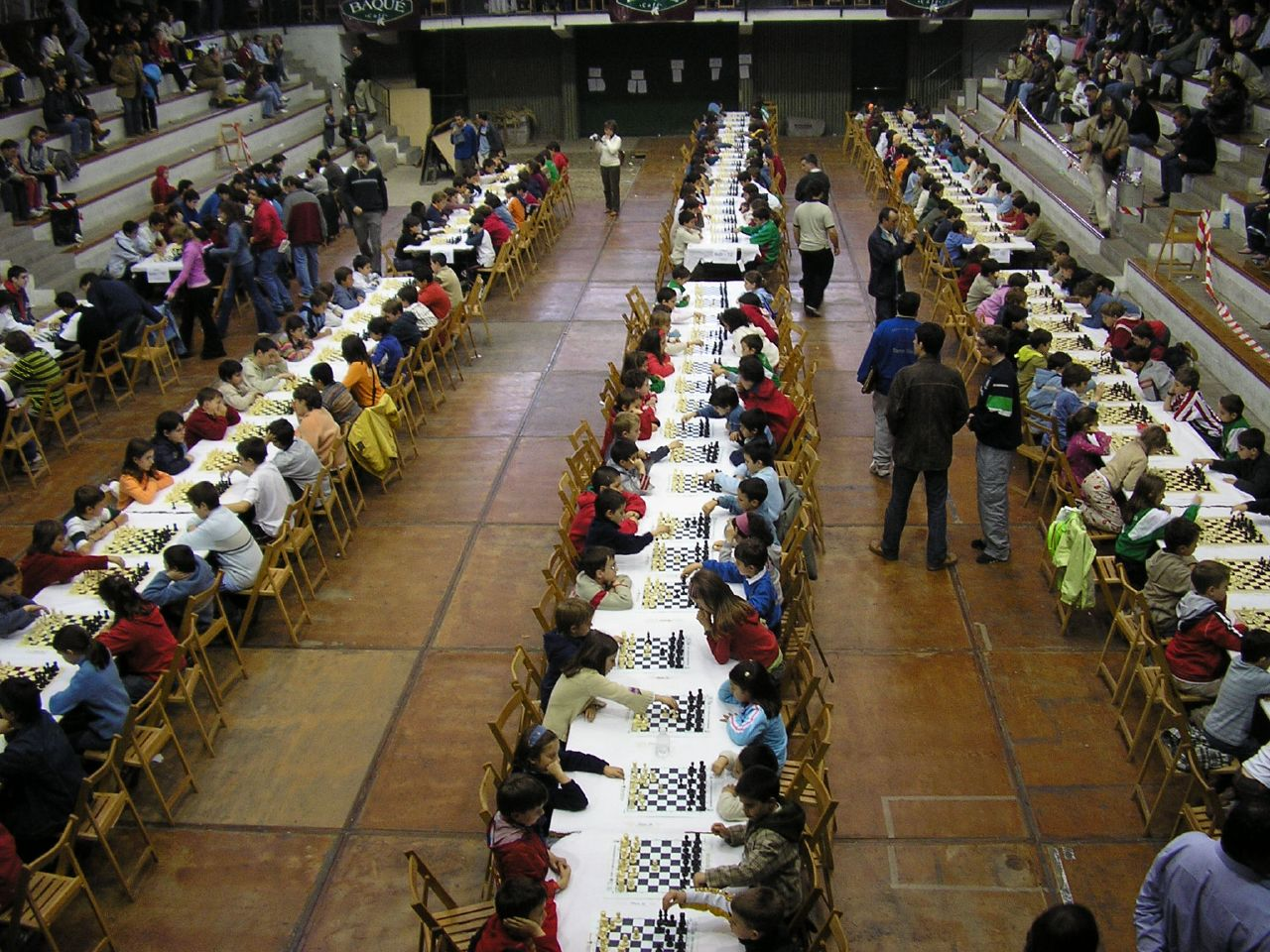
Tournoi d'échecs.

Le système suisse ou système de tournoi suisse est un type de tournoi couramment utilisé dans les compétitions d'échecs et dans d'autres jeux où les joueurs ou les équipes doivent s'affronter en un contre un. Ce type de tournoi a été utilisé la première fois lors du  championnat de Suisse d'échecs à Zurich en 1889, d'où son nom de « système suisse ». Il s'agit d'une méthode d'appariement permettant d'organiser des tournois regroupant un grand nombre de protagonistes en un nombre de confrontations réduit. Il est très utilisé pour les tournois d'échecs « open », ainsi que dans les compétitions de go au niveau amateur. On en trouve également une application dans certaines compétitions d'e-sport, comme le championnat du monde de League of Legends et les Majors Counter-Strike, et plusieurs compétitions internationales de Teamfight Tactics ou Rocket League. Les Championnats du monde de pétanque 2024 ont utilisé le système suisse pour la première phase de la compétition de triplettes, en en football l’UEFA pour la Ligue européenne des champions 2024-2025.

## Problématique
Afin de déterminer le vainqueur d'une compétition, la solution la plus juste et la plus simple consiste à opposer chacun des participants à tous les autres. Cette méthode est inapplicable dans une durée raisonnable dès lors que le nombre de participants est élevé.
La formule coupe à élimination directe est un moyen de désigner un vainqueur en limitant les rencontres. L'inconvénient est l'élimination précoce ou sans appel de candidats qui auraient pu prétendre à la victoire. C'est une formule à surprise, et donc trop aléatoire pour une compétition qui entend privilégier la régularité.
Le système suisse permet de conserver la formule de championnat en limitant la durée de la compétition : chaque joueur participe au même nombre de matchs et les critères d’appariement choisis permettent d’obtenir un classement logique avec une assez bonne fiabilité.

## La procédure d'appariement et l'organisation

### Principes
Le principe du tournoi suisse est que chaque joueur sera opposé à un adversaire qui a fait, jusqu'à présent, aussi bien (ou mal) que lui.
Le premier tour est déterminé soit par tirage au sort, soit par têtes de série déterminées par leur classement Elo aux échecs.  Les joueurs qui gagnent reçoivent un point, ceux qui font match nul reçoivent un demi point et les perdants ne reçoivent aucun point.  Qu'ils gagnent, perdent ou fassent match nul, tous les joueurs poursuivent le tournoi au tour suivant où les gagnants seront opposés aux gagnants, les perdants aux perdants et ainsi de suite.
Après le premier tour, les joueurs affrontent des adversaires qui comptent le même nombre de points (ou à peu près).  Au cours d'un même tournoi, aucun joueur ne rencontre deux fois le même adversaire.  Aux échecs, on veille à ce que chaque joueur dispute le même nombre de parties avec les blancs ou les noirs, si possible en alternance et tout au plus deux parties d'affilée avec la même couleur.
Dans certains sports, on désire que les favoris ne s'affrontent pas lors des premiers tours. La règle simple d'appariement consiste à classer les joueurs suivant leur score, puis au sein d'un même groupe, les joueurs sont classés selon leur force estimée (le classement Elo aux échecs) ou un autre critère. Chaque joueur de la première moitié de son groupe de classement dispute une rencontre contre un joueur de la seconde moitié.  Par exemple, s'il y a 8 joueurs dans un groupe de même score, le numéro 1 affronte le numéro 5, le numéro 2 affronte le numéro 6 et ainsi de suite. Des modifications sont ensuite apportées pour équilibrer les couleurs et éviter que des joueurs se rencontrent plusieurs fois.
Les règles détaillées d'appariement sont relativement compliquées et les organisateurs de tournois ont généralement recours à un ordinateur pour effectuer l'appariement. Si les règles sont suivies à la lettre, l'organisateur n'a cependant pas le choix dans la manière de réaliser les paires.
Le tournoi continue pendant un nombre de tours (appelés « rondes » aux échecs) déterminé avant le début du tournoi (généralement entre 3 et 9 tours).  Après le dernier tour, les joueurs sont classés suivant leur score, en cas d'égalité, ils peuvent être départagés par la somme des scores de leurs adversaires ou par un autre système de départage déterminé à l'avance.

### Méthode
Au début du tournoi, les n joueurs sont classés selon leur force (mesurée par le classement Elo aux échecs). Pour le premier tour (appelé ronde dans les tournois d'échecs), les joueurs sont divisés en deux sous-groupes : un sous-groupe S1 composé des joueurs 1 à n/2, et un sous-groupe S2 composé des joueurs (n/2)+1 à n. Le premier de S1 joue contre le premier de S2, le deuxième de S1 contre le deuxième de S2, et ainsi de suite de manière que le dernier joueur de S1 joue contre le dernier joueur de S2.
En cas de nombre impair de participants le dernier est exempté et marque un point.
Pour le cas où le jeu ou sport n'est pas symétrique (comme aux échecs où la couleur est un critère important ou au football où le fait de jouer à domicile ou à l'extérieur n'est pas neutre), ce critère doit être pris en compte et une alternance doit être réalisée : par exemple aux échecs, les joueurs du sous-groupe S1 de numéro impair jouent avec la couleur opposée aux joueurs de S1 de numéro pair. En général, aux échecs, la couleur du premier joueur est tirée au sort.
Après chaque ronde, on regroupe les participants ayant le même nombre de points et on recommence le processus décrit ci-dessus en veillant à ne jamais faire se rencontrer deux fois les mêmes adversaires et en s'arrangeant pour alterner au plus juste (nombre de parties avec les blancs proche de celui avec les noirs).
Lorsqu'un participant ne peut être apparié dans son groupe de points (s'il est seul ou s'il a déjà rencontré tous les autres) il est apparié dans le groupe de points le plus proche.

## Classement final et départages

### Grille américaine
À l'issue de la dernière ronde, les joueurs sont classés selon le nombre de points obtenus dans le tournoi sous la forme d'une grille américaine. 
| Place | Nom, prénom | National | Cat. | Fédé. | Ligue | R1   | R2   | R3   | R4   | R5   | R6   | R7   | Pts | Bu.Tr. | So.Be. | Cu. |
| ----- | ----------- | -------- | ---- | ----- | ----- | ---- | ---- | ---- | ---- | ---- | ---- | ---- | --- | ------ | ------ | --- |
| 1     | Joueur 1    | 1300     | Pou  | FRA   | IDF   | +9B  | +4N  | +6B  | =2N  | +5B  | +7N  | +10B | 6,5 | 21,5   | 18,75  | 26  |
| 2     | Joueur 2    | 1490     | Pou  | FRA   | IDF   | +5N  | -3B  | +7N  | =1B  | +6N  | +10B | +8N  | 5,5 | 23,5   | 15,5   | 20  |
| 3     | Joueur 3    | 1120     | Pou  | FRA   | IDF   | +10B | +2N  | -4B  | -6N  | +7B  | +8N  | +5B  | 5   | 22,5   | 15     | 19  |
| 4     | Joueur 4    | 1210     | Pou  | FRA   | IDF   | +7N  | -1B  | +3N  | -5B  | +10N | +6B  | +9N  | 5   | 22,5   | 12     | 18  |
| 5     | Joueur 5    | 1060     | Pou  | FRA   | IDF   | -2B  | +10N | +8B  | +4N  | -1N  | +9B  | -3N  | 4   | 25     | 8      | 17  |
| 6     | Joueur 6    | 1009E    | Pou  | FRA   | IDF   | +8B  | +9N  | -1N  | +3B  | -2B  | -4N  | -7B  | 3   | 27     | 8      | 17  |
| 7     | Joueur 7    | 1009E    | Pou  | FRA   | IDF   | -4B  | +8N  | -2B  | +9N  | -3N  | -1B  | +6N  | 3   | 27     | 6      | 11  |
| 8     | Joueur 8    | 1009E    | Pou  | FRA   | IDF   | -6N  | -7B  | -5N  | +10B | +9N  | -3B  | -2B  | 2   | 21,5   | 1      | 7   |
| 9     | Joueur 9    | 1009E    | Pou  | FRA   | IDF   | -1N  | -6B  | +10N | -7B  | -8B  | -5N  | -4B  | 1   | 23,5   | 0      | 5   |
| 10    | Joueur 10   | 1009E    | Pou  | FRA   | IDF   | -3N  | -5B  | -9B  | -8N  | -4B  | -2N  | -1N  | 0   | 28     | 0      | 0   |

Légende
- National : classement en points Elo du joueur, 1009E signifie que le joueur n'a pas de classement Elo (E indique que le classement Elo est estimé)
- Cat. : catégorie du joueur, ici Pou = Poussin (de 8 à 9 ans)
- Fédé. : fédération (ici tous les joueurs sont français)
- Ligue : ligue régionale du joueur (ici IDF = Ile de France)
- R1, R2, R3, R4, R5, R6 et R7 : résultats des rondes, +9B signifie gain (+) contre le joueur placé 9, avec les pièces blanches (B)
- Pts = Points
- Bu.Tr. = Buchholz tronqué (système de départage)
- So.B. = Sonneborn-Berger (système de départage)
- Cu. = score cumulatif (système de départage)

### Systèmes de départage
En cas d'égalité, il faut utiliser un ou plusieurs départages.

#### Départage fondé sur le parcours
Dans ce type de départage un participant qui fait la course en tête est privilégié, ce qui a pour objectif de contrer la stratégie consistant à perdre à la première ronde pour rencontrer des adversaires plus faibles ensuite (dite du sous-marin). Par exemple :
- le système cumulatif considère la somme des points obtenus après chaque ronde,
- le Kashdan : il compte 4 points pour la victoire, 2 pour les nulles et 1 pour les défaites, il pénalise donc les joueurs qui ont accordé des nulles.

#### Départage fondé sur les adversaires rencontrés
L'idée de base est qu'une victoire obtenue sur un adversaire jugé fort est plus valorisée qu'une victoire obtenue sur un adversaire plus faible. Il existe plusieurs départages mettant en œuvre ce principe : 
- le départage Buchholz (anciennement Solkoff ou Solkov) : ce système de départage fait la somme des scores des adversaires du joueur,
- le départage Sonneborn-Berger : le participant marque la somme des points des adversaires qu'il a battus et la moitié des points des adversaires contre lesquels il a fait match nul (il ne marque rien quand il a perdu),
- le Brésilien ou Buchholz tronqué : comme le Buchholz, mais on retire le score du plus faible de la série,
- le Harkness ou Buchholz médian : comme le Buchholz, mais on retire le score du plus faible et du plus fort de la série,
- la performance : départage selon la performance Elo, qui tient compte de la moyenne Elo des adversaires,
- la confrontation directe : si deux joueurs ont joué l'un contre l'autre, le résultat de cette partie les départage.

## Analyses, avantages et inconvénients
Déterminer clairement un vainqueur nécessite généralement le même nombre de tours qu'un tournoi à élimination directe, à savoir le logarithme de base de 2 du nombre de joueurs.  Par exemple, 3 tours sont nécessaires pour 8 joueurs, 4 tours pour 16 joueurs et ainsi de suite. Il n'est pas inhabituel d'avoir plus de joueurs que cela. Par conséquent, il peut arriver que deux joueurs ou plus terminent le tournoi avec un score parfait qui consiste à avoir remporté toutes les rencontres disputées.
Comparé à un système à élimination directe, le système suisse possède l'avantage implicite de n'éliminer personne. Cela signifie qu'un joueur qui commence un tel tournoi sait à l'avance le nombre de tours qu'il va disputer, indépendamment de ses résultats. Le pire qu'il puisse lui arriver, c'est d'être laissé sur le côté lorsque le nombre de joueurs est impair. On dit que le joueur qui reste est exempt (bye en anglais), autrement dit le joueur ne dispute pas un tour mais reçoit un point comme s'il avait gagné la rencontre.  Au tour suivant, il sera réintégré à la compétition et ne sera plus exempt jusqu'à la fin du tournoi.  Le système suisse ne se termine pas toujours dans le climat palpitant d'une finale de tournoi à élimination directe.  Parfois, un joueur prend rapidement un tel avantage qu'il est assuré de gagner le tournoi même s'il perd sa dernière rencontre.  Une solution possible à ce problème est d'organiser un tour final à élimination directe entre les premiers du classement.
Comparé à un système par poules, le système suisse permet de gérer beaucoup de joueurs sans devoir disputer un nombre impraticable de rencontres.  Toutefois, le classement final d'un tournoi suisse est généralement plus aléatoire.  En effet, même si le gagnant est souvent correct et que les derniers classés sont également bien à leur place, les joueurs au milieu du classement sont triés très grossièrement. L'un des cas classiques (dans un tournoi où le nombre de rondes est élevé) est celui où un joueur perd les deux ou trois premières parties et se voit opposer de très faibles adversaires pour les 5 ou 6 parties suivantes et réalise un bien meilleur score que s'il faisait partie du peloton de tête dès les premières rondes où il serait confronté à de très forts joueurs. De tels joueurs sont surnommés des « sous-marins ».

## Limites et variations du système suisse

### Appariement accéléré
Si le nombre de participants est supérieur à 2r, où r représente le nombre de rondes, il est possible d'avoir deux protagonistes ou plus avec le maximum de points. D'autre part, on peut observer de très grandes différences de force entre les joueurs lors des premières rondes d’où des confrontations souvent peu intéressantes. Cette différence a tendance à diminuer d'un facteur 2 à chaque ronde.
Avec l'appariement standard suisse, le classement est peu fiable pour le milieu du tableau.
Afin de pallier ce défaut, plusieurs méthodes alternatives peuvent être envisagées, l'une est appelée « appariement accéléré ».
Le but est de réduire plus rapidement le nombre de joueurs ayant un score parfait. Lors des deux voire trois premiers tours, on ajoute un point aux scores des joueurs du haut de la liste afin de réaliser les paires. En conséquence, au premier tour, le premier quart rencontrera le deuxième quart et le troisième quart jouera contre le quatrième. La plupart des joueurs du premier et du troisième quart devraient remporter leur première partie.  En supposant que cela soit le cas, cela aura pour conséquence au deuxième tour de voir le premier huitième des joueurs rencontrer le deuxième huitième, le deuxième quart rencontrer le troisième quart et le septième huitième jouer contre le dernier huitième. Et donc, au deuxième tour les gagnants de la première moitié se rencontrent ; ce qui fait qu'après deux tours, à peu près un huitième des joueurs ont un score parfait au lieu d'un quart. Après le deuxième voire le troisième tour, la méthode d'appariement standard est utilisée (en supprimant le point technique attribué aux joueurs de la première moitié de la liste de départ). Cette méthode associe les meilleurs joueurs plus rapidement que la méthode standard ce qui a pour effet de réduire plus rapidement le nombre de joueurs avec un score parfait. Souvent en appariant trop tôt (3e ronde), les grosses différences constatées en standard lors de la première ronde apparaissent de nouveau à la troisième ronde (Just & Burg 2003).
Pour comparer le système suisse standard et le système d'appariement accéléré, examinons un tournoi de huit joueurs, classés de 1 à 8. Supposons que le joueur le mieux classé gagne toujours.
Système suisse standard
```
Premier tour :
#1 contre #5, #1 gagne (Couleur alternée)
#6 contre #2, #2 gagne (Couleur alternée)
#3 contre #7, #3 gagne (Couleur alternée)
#8 contre #4, #4 gagne (Couleur alternée)
```

```
Deuxième tour :
#4 contre #1, #1 gagne (à cause des couleurs 1 et 3 ayant déjà eu les blancs et x=0)
#2 contre #3, #2 gagne
#5 contre #8, #5 gagne
#7 contre #6, #6 gagne
```

Après deux tours, le classement s'établit comme suit :

1 2-0

2 2-0

3 1-1

4 1-1

5 1-1

6 1-1

7 0-2

8 0-2
Appariement accéléré simple
```
Premier tour :
#1 contre #3, #1 gagne
#4 contre #2, #2 gagne
#5 contre #7, #5 gagne
#8 contre #6, #6 gagne
```

```
Deuxième tour :
#1 contre #2, #1 gagne
#3 contre #5, #3 gagne
#4 contre #6, #4 gagne
#7 contre #8, #7 gagne
```

Après deux tours, le classement s'établit comme suit :

1 2-0 

2 1-1 
 
3 1-1 
 
4 1-1 
 
5 1-1 
 
6 1-1 
 
7 1-1 
 
8 0-2
Système accéléré Bruntrutain
Ce système diminue les problèmes constatés lors de la suppression des points fictifs.
On divise la liste de départ en 4 groupes ou plus. On attribue un nombre de points fictifs décroissant à chaque groupe (par exemple pour 4 groupes : +3 pour le groupe de tête, +2 pour le 2e groupe, +1 pour l'avant-dernier groupe et rien pour le dernier groupe).
L'appariement se fait normalement selon la théorie du système suisse.
Pour apparier la seconde ronde, on retire un point fictif à chaque groupe.
De ce fait, les gagnants du premier groupe jouent entre eux, les perdants du premier groupe jouent contre les gagnants du deuxième groupe, les perdants du deuxième groupe jouent contre les gagnants du 3e et 4e groupe, etc.
À chaque appariement, on retire un point fictif jusqu'à ce qu'il ne reste plus rien. Dans notre cas, à partir de la quatrième ronde, il n'y a plus de points fictifs.
Les effets que l'on peut observer est un nombre beaucoup plus important de nulles effectivement jouées lors des premières rondes et une diminution sensible de parties nulles de salon dans les dernières rondes.

### Le système McMahon
Une variante appelée le système de tournoi McMahon est utilisée officiellement dans les tournois de go européens.  Ce système diffère principalement du système standard par le fait que les joueurs démarrent le tournoi à différents niveaux.  Autrement dit, le système suisse est un cas particulier où tous les joueurs commencent au même niveau.  Le nom de ce système vient de Lee McMahon des laboratoires Bell (Just & Burg 2003).

### Le système Konrad
Pour quelques tournois qui sont disputés au cours d'une longue période, par exemple un tour par semaine pendant trois mois, il existe un système flexible appelé le tournoi Konrad.  Le score final d'un joueur est basé sur ses meilleurs résultats (par exemple, les dix meilleurs résultats des 12 derniers tours).  Les joueurs ne sont pas tenus de disputer tous les tours, ils peuvent entrer ou quitter le tournoi à tout instant.  En effet, ils peuvent même décider de ne jouer qu'un seul tour.  Cela dit, s'ils veulent conserver une chance de remporter un prix, ils auront besoin de plusieurs tours pour accumuler un nombre suffisant de points.  Le tournoi rassemble donc les joueurs qui jouent afin de remporter un prix (et jouent donc plusieurs tours) et les joueurs qui veulent seulement disputer une partie hors contexte.  Ce système est utilisé par quelques clubs d'échecs en Norvège.

### Le système Keizer
Un peu comme le système Konrad, le système Keizer vise à proposer un système d'appariements plus intéressant que le système suisse ou le système toutes rondes pour des tournois qui se déroulent sur une longue période, par exemple un championnat interne dans un club avec une partie chaque semaine pendant plusieurs semaines. Les avantages du système Keizer sont que tous les joueurs n'ont pas l'obligation d'être présents pour toutes les rondes du tournoi : ils peuvent entrer, sortir et rentrer dans le tournoi très facilement. Le système Keizer optimise aussi l'intérêt des parties en cherchant à faire s'affronter avant tout des adversaires ayant une force de jeu similaire. Ce système est assez utilisé dans les clubs d'échecs en Belgique, mais surtout aux Pays-Bas.

## Autres jeux et sports utilisant le système suisse

### Le jeu de cartes Magic
Le jeu de cartes Magic : l'assemblée utilise un système suisse pour la plupart des tournois. Les joueurs reçoivent trois points pour une victoire et un seul en cas de match nul. Dans certains de ces tournois, les 8 premiers joueurs sont qualifiés pour un second tournoi à élimination directe : "TOP8" ; on utilise certaines statistiques pour départager les éventuelles égalités. Le point négatif de ce système est que, les matchs nuls étant rares, en anticipant le départage, les 6 premiers des joueurs avec une seule défaite pendant les premières rondes peuvent s'entendre pour faire match nul à la dernière ronde ; ce qui leur garantit généralement une place dans les huit premiers.

### Scrabble
Dans certains tournois de Scrabble, un système connu sous le nom de « système suisse modifié », « système suisse de Portland », « système suisse de Fontes » ou « appariement rapide » est utilisé.  Dans celui-ci, les joueurs sont groupés par quatre et jouent trois tours en poule.  Ensuite, l'appariement est réalisé comme dans un système suisse mais en utilisant les positions établies après le deuxième, troisième, etc. tour au lieu du dernier.  Cela a l'avantage de permettre à l'organisateur du tournoi de savoir à l'avance qui va jouer contre qui et ce dès la fin d'un des tours au lieu de devoir attendre la fin de la dernière rencontre du dernier tour avant de réaliser le processus d'appariement (qui peut prendre du temps).
Un autre système utilisé au Scrabble basé sur le système suisse est connu sous le nom d'« appariement mâché » et a été utilisé aux championnats nationaux d'Amérique du Nord et du Canada.
La fédération internationale de Scrabble classique francophone (FISF) utilise un système baptisé « Formule Classique ». Ce système s'apparente au système suisse. Le nombre de rondes est lié au nombre de joueurs : par exemple 6 rondes pour 33 à 64 joueurs. Les joueurs sont initialement classés (ordre décroissant des cotes). Pour l'appariement de la première ronde on compose deux groupes. Le premier groupe est formé des deux premiers tiers du classement initial. Le second groupe est le dernier tiers du classement initial. Le 1er du premier groupe joue contre dernier du premier groupe, le 2e contre l'avant dernier du premier groupe etc. pour le troisième tiers : 1er contre 2e, 3e contre 4e etc. À la deuxième ronde, le premier des vainqueurs (une victoire vaut 3 points) rencontre le dernier des vainqueurs si le nombre de vainqueurs est pair, sinon, il rencontre le premier des perdants. Et ainsi de suite.

### Blood Bowl
Les tournois de Blood Bowl se déroulent très régulièrement au système suisse. Les départages varient toutefois d'un tournois à l'autre (nombre de Touchdowns ou de sorties, différence de TD ou de sorties, score des adversaires, etc).
un système de double ronde suisse peut être aussi utilisé lors des tournois par équipes de plusieurs joueurs, basé tout d'abord sur le classement par équipe (pour l'appariement équipe contre équipe), puis sur le classement individuel (le joueur le mieux classés individuellement de l'équipe A affrontant le mieux classés de l'équipe B, le deuxième mieux classés de A affrontant le deuxième de B, et ainsi de suite).
Par convention, les tirages des rondes suisses sont légèrement modifiés pour éviter que de mêmes matchs aient lieu.

### Counter Strike
Le format des tournois majeurs de Counter Strike repose également sur ce principe. Le format complet combine deux phases de système suisse de 16 équipes à 5 rondes. Les 8 meilleures équipes de la première phase rencontrent dans la deuxième phase les 8 meilleures équipes au classement mondial. Les 8 meilleures équipes de la deuxième phase se rencontrent enfin dans un tableau à élimination directe. 

### League of Legends
Le Mastercard Nexus Tour (Anciennement Open Tour France) utilise également ce format. Le tournoi complet a lieu en plusieurs étapes, certaines en ligne et d'autres en présentielle pouvant être ajoutée au cours de l'année. Chaque étape est composée d'abord d'une ronde suisse, puis d'un tableau à élimination directe entre les 8 équipes. Les équipes gagnent des points et un cashprize en fonction de leur classement à chaque étape. Les 8 équipes ayant le plus de point après toutes les étapes du tournoi ont accès aux playoffs dont les deux finalistes sont qualifiés pour un tournoi qualificatif vers la Division 2.
Pour les championnats mondiaux de 2023, qui se déroulent entre le 10 octobre et le 19 Novembre, le système suisse a été utilisé pour la deuxième partie des championnats. Le tournoi comporte trois parties. La première utilise un système de Tournoi à double élimination. Nommée Play-in, cette phase permet à deux équipes de régions mineures de rejoindre les quatorze autres équipes déjà qualifiées grâce à leur classement au cours de la saison dans les ligues régionales majeures. La deuxième utilise le-dit système suisse pour déterminer les huit équipes qui se disputeront le titre de champion du monde lors de la troisième partie grâce à un tableau à élimination directe en 3 manches gagnantes.

### Rainbow Six Siege
Le système Suisse fait son apparition en avril 2023 lors du Major de Copenhague et sera utilisé pour tous les majeurs qui suivront. Le nouveau format adopté par l'organisme Blast, nouveaux organisateurs des compétitions majeurs sur le jeu Rainbow Six Siege, inclut ce système pour la phase de playoffs des tournois. 16 équipes sont sélectionnés, 8 depuis les playins, et 8 déjà qualifiés par leur classement en ligues régionales. A l'issue de cette phase, 8 équipe se voient qualifiés pour les phases finales de la compétition.

### Football
En football, l’UEFA choisit également ce système pour la phase de championnat de la Ligue des champions de l'UEFA 2024-2025.[réf. souhaitée]